# عبد الله بن إبراهيم الفضل
عبد الله بن إبراهيم الفضل دبلوماسي سعودي ولد عام 1865م، وهو أحد رجال الملك عبد العزيز آل سعود الذين خدموا المملكة في مواقع مختلفة من أبرزها تعيينه قنصلاً عاماً للمملكة في مصر عام 1946م، ثم سفيراً في القاهرة عام 1952.

## النشأة والتعليم
ولد الفضل في القصيم سنة (1282هـ - 1865م)، وكما جرت العادة في تعليم الأولاد في القصيم ومدنها، كان نظام تعليم الكتاب هو النظام السائد في المنطقة، وفي ظل هذا النظام اكتسب علومه الأولية، على يد علماء ذلك العصر من أصحاب الكتاتيب، ولما صلب عوده قصد الهند حيث يوجد أبوه وعمه صالح، وهو سميّ جده لأبيه عبد الله بن إبراهيم، وكانوا من كبار تجار بومباي في الهند، وفي الهند مارس التجارة مع أبيه وعمه.

## المناصب التي تولاها
- اشتغل في بداياته في جدة بالأعمال المالية.[2]
- في سنة 1350هـ/1931م عُين سكرتيراً أول للمفوضية السعودية في هولندا – لاهاي وقائماً بأعمالها بعد إنشاء المفوضية .
- في سنة 1365هـ/1946م عُين قنصلاً عاماً للمملكة في مصر.
- في محرم 1366هـ عُين وزيراً مفوضاً ومندوباً في مصر خلفاً لفوزان السابق.
- في سنة 1371هـ/1952م عُين سفيراً للمملكة في مصر بعد رفع التمثيل الدبلوماسي بين المملكة ومصر إلى درجة سفارة.[3]
- اختاره الملك عبدالعزيز ليمثل حكومته في الظهران مع شركات الزيت
- اُتيح له إضافةً إلى منصبه في مصر العمل في وكالة وزارة المالية أثناء غياب الشيخ حمد السليمان؛ فجمع بين كفاءة المال والسياسة.[4]

## المفوضية السعودية في مصر
منذ أن تولى الوزير المفوض والقنصل العام للمملكة بمصر عبد الله الفضل وهي تسير نحو الأفضل لما يمتاز به الفضل من الدراية الواسعة بالأدب والعلم، حتى أنه زار الرئيس المصري نجيب محمد في 20 شوال 1372هـ/1يوليو 1953م وقدم له مبلغ عشرين ألف جنيه مصري هبة من الملك عبد العزيز ليوزعها على لاجئي فلسطين في مصر.

## وفاته
توفي رحمهُ الله في لوزان على أثر مرض ألم به سنة 1376هـ/1957م.

## انظر ايضاً
- عبد العزيز آل سعود
- وزارة المالية (السعودية)

## وصلات خارجية
- عبد الله آل فضل.. مهندس العلاقات السعودية المصرية.
- عبد الله الفضل إدارة وسفارة لثلاثة عقود.